# Acanthocephalus clavula
Acanthocephalus clavula is een soort haakworm uit het geslacht Acanthocephalus. De worm behoort tot de familie Echinorhynchidae. Acanthocephalus clavula werd in 1845 beschreven door Dujardin.